# Resolução 13 do Conselho de Segurança das Nações Unidas
Resolução 13 do Conselho de Segurança das Nações Unidas, aprovada em 12 dezembro de 1946. Depois de examinar o pedido de Sião (atual Tailândia) para ser membro da Organização das Nações Unidas, o Conselho recomendou à Assembléia Geral que Sião deve ser admitido.
Foi aprovada por unanimidade.